# Dnopherula omanica
Dnopherula omanica är en insektsart som beskrevs av Popov, G.B. 1985. Dnopherula omanica ingår i släktet Dnopherula och familjen gräshoppor. Inga underarter finns listade i Catalogue of Life.